# 匙叶猪笼草
匙叶猪笼草:67是原产于苏门答腊和爪哇的热带食虫植物，其生长於海拔1100米至2900米的地区。其种加词“spathulata”来源于拉丁文“spathulatus”，意为“钥匙状的，铲状的”，指其叶片的形状。

## 植物学史
1935年1月11日，毛里茨·安妮·利夫廷克（Maurits Anne Lieftinck）首次采集到了匙叶猪笼草。编号为“Lieftinck 11”的标本采集于苏门答腊楠榜省（Lampongs）的坦哥马斯山（Mount Tanggamus）海拔约2000米的地区。
B·H·丹瑟在1935年的晚些时候正式描述了匙形猪笼草，其发表于其1928年的专著《荷属东印度群岛的猪笼草科植物》中。

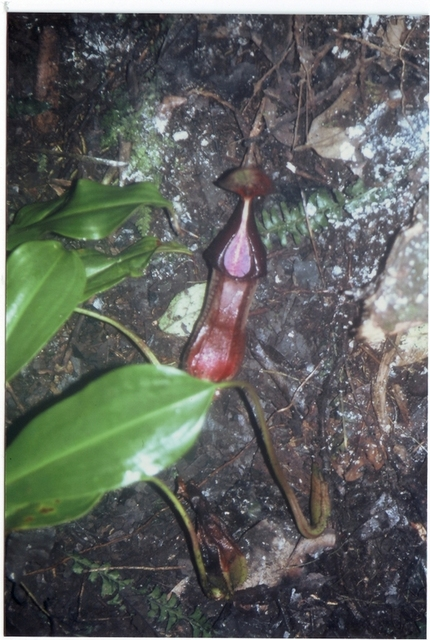
亚德利安·优素福在2004年发现的亚德利安猪笼草

1986年，罗斯朱迪·塔明（Rusjdi Tamin）和堀田满再次对匙叶猪笼草进行了分类处理，他们认为匙叶猪笼草是欣佳浪山猪笼草（N. singalana）的一个同物异名。他们还将其他四个物种归入了欣佳浪山猪笼草：肉瘤猪笼草（N. carunculata、裸瓶猪笼草（N. gymnamphora）、梳形猪笼草（N. pectinata）及滴液猪笼草（N. densiflora）。但现在多数学者认为，肉瘤猪笼草是邦苏猪笼草的同物异名，而梳形猪笼草是裸瓶猪笼草的同物异名。
迈克·霍普金斯（Mike Hopkins）、里基·毛德（Ricky Maulder）和布鲁斯·萨蒙（Bruce Salmon）曾在登波火山发现了一种猪笼草。他们相信这是一个新物种，并将这个发现表于1990年的一期《食虫植物通讯》中。其写道：
|  | 我们往回走，去往登波火山，因为我们想至少爬一座未进行考察的山峰。在这座山上我们发现了一个猪笼草新物种，由叶片、茎和花序的形状来看，其与苏门答腊的高地猪笼草之间存在着近缘关系，但该物种的上位笼与产自菲律宾的翼状猪笼草略相似。我们以登波火山的名字将其命名为登波山猪笼草。 |

登波山猪笼草（“N. dempoensis”）为裸名，该类群目前被认为与匙叶猪笼草是同一个物种。
1997年，马修·杰布和马丁·奇克在其《猪笼草属（猪笼草科）的框架性修订》中对猪笼草属进行了修订。他们将匙叶猪笼草作为一个有效物种保留了下来，将编号为“Lieftinck 11”的标本被指定为选模标本。
2004年，亚德利安·优素福（Adrian Yusuf）发现了一种类似于匙叶猪笼草的爪哇猪笼草类群。两年后，巴托罗（Batoro）、Wartono和马修·杰布将其命名为亚德利安猪笼草（N. adrianii）}}:73，在《海报资料工具包：猪笼草》一书中其被视为一个独立的物种。这些植株的捕虫笼通常为红绿色，并具有红色的斑点，唇也为红色。但亚德利安猪笼草普遍被认为是匙叶猪笼草的同物异名。

## 形态特征

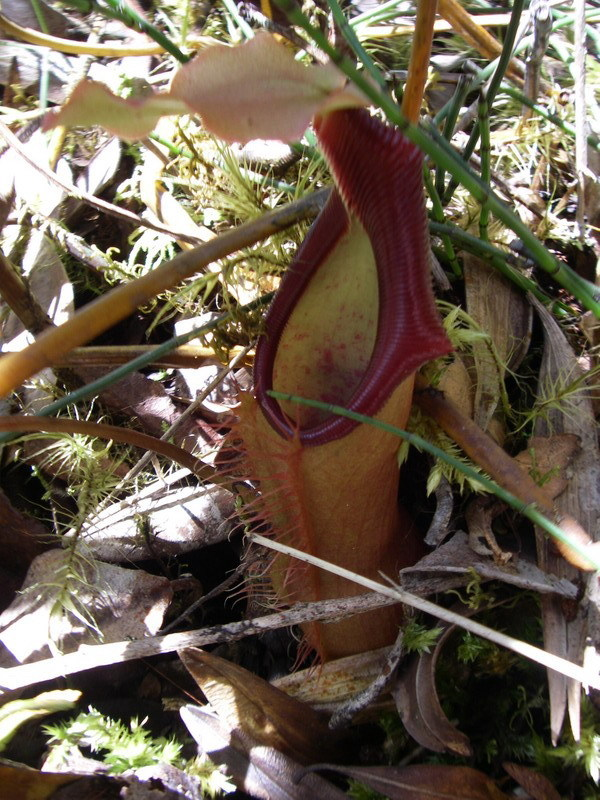
匙叶猪笼草的下位笼

匙叶猪笼草为藤本植物。茎可攀爬至5米的高处，直径可达8毫米。节间距可达15厘米，横截面为圆形至三角形或菱形。
匙叶猪笼草的叶片无柄至具小叶柄，革质。叶片呈匙形，可长达30厘米，宽至10厘米，渐狭至基部。叶尖圆，短渐尖或微缺。中脉的两侧各有3至5条纵脉。羽状脉一般不明显。笼蔓可长达20厘米，与叶片的衔接处有时可能呈盾形。
匙叶猪笼草的下位笼的下三分之一至三分之二呈卵形，上部为圆柱形，偶尔缩小。匙叶猪笼草是苏门答腊猪笼草属物种中捕虫笼最大的物种；其可高达30厘米，宽至10厘米。腹面具一对可宽达25毫米的笼翼。捕虫笼卵形部分的内表面覆盖腺体，蜡质区极其发达。笼口为圆形，整体倾斜，可能具一个短唇颈。唇的前部较窄，宽仅可达5毫米，基部较宽，可达25毫米。唇的两侧向外展开，部分植株可呈波浪状，但非该物种典型的形态特征。唇的内缘具明显的短唇齿。唇内缘部分约占截面表面总长度的32%。笼盖为卵形，无附属物，常略呈心形。笼盖基部后方的笼蔓尾可长达10毫米，常分叉。
匙叶猪笼草的上位笼很少出现。其下四分之一至三分之一呈窄卵形，上部为圆柱形。体型较下位笼小，高仅可达15厘米，宽仅可达3厘米。笼口略圆，倾斜，不具唇颈。唇很窄，仅可宽达7毫米，边缘呈波浪状。笼翼缩小为一对明显的隆起。其他方面类似与下位笼。
匙叶猪笼草的花序为总状花序。总花梗可长达5厘米，花序轴可长达15厘米，但雌性花序的较短。花梗可长达10毫米，具丝状小苞片。萼片为卵形至椭圆形，可长达4毫米。
匙叶猪笼草的花序具有密集的短毛被。发育中的捕虫笼也具有密集的短毛被，但通常早落。其茎部、叶片和笼蔓几乎无毛。
匙叶猪笼草的茎和叶片为绿色。下位笼笼身可为浅绿色至淡黄色或青铜色，唇可为暗紫色至鲜红色。

## 生态关系
匙叶猪笼草原产于爪哇及苏门答腊。在苏门答腊，其存在於印度尼西亚的占碑省、南苏门答腊省、明古鲁省及楠榜省等省份。其水平分布范围南至坦哥马斯山（Mount Tanggamus），北至葛林芝湖。其海拔分布范围广泛，存在於海拔1100米至2900米的地区。
匙叶猪笼草通常作为附生植物生长于苔藓森林及低地山地森林中，而在山脊上矮小的高地山地森林中，其一般陆生。匙叶猪笼草也常陆生于葛林芝湖附近的高海拔泥炭沼泽中，其海拔约1100米。在此，匙叶猪笼草与苹果猪笼草（N. ampullaria）、小猪笼草（N. gracilis）、奇异猪笼草（N. mirabilis）、两眼猪笼草（N. reinwardtiana）和多巴猪笼草（N. tobaica）同域分布。已发现了至少三种关于匙叶猪笼草的自然杂交种。猪笼草的纯种和自然杂交种在该地区表现出高度的渐渗。该地区的植被主要由杜鹃花属（Rhododendron）和野牡丹属（Melastoma）植物及兰花和蕨类植物组成。其通常非常的矮小，茂密，高度很少超过3米。其与婆罗洲沙捞越巴廖的高地荒原森林有几分相似。
由于匙叶猪笼草呈片状分布，所以其已列入《2006年世界自然保护联盟濒危物种红色名录》中，保护状况为濒危。但查尔斯·克拉克基于世界自然保护联盟的标准，认为其保护状况应修订为依赖保育。

## 相关物种
匙叶猪笼草表现出与欣佳浪山猪笼草之间存在着密切的近缘关系。这两个物种的区别在于匙叶猪笼草的唇前部较窄而两侧较宽。且匙叶猪笼草的唇肋较不明显，唇齿较短。此外，匙叶猪笼草的笼盖为卵形，而欣佳浪山猪笼草的为圆形。匙叶猪笼草笼盖下表面的蜜腺也较少，多集中于笼盖中部。
在占碑，匙叶猪笼草与欣佳浪山猪笼草的分布地互相重叠，欣佳浪山猪笼草最南部的种群会与匙叶猪笼草最北部的种群同域分布。特别值得注意的是，生长于马苏莱山（Mount Masurai）的猪笼草表现为这两个物种的中间型，以至于不能确定到底是哪个物种。这些植株的形态特征都表现出高度的可变性，特别是唇的发达程度，部分类似於欣佳浪山猪笼草，另一部分类似于匙叶猪笼草。查尔斯·克拉克写道：“其可能是杂交了该地区其他物种的类群”。
B·H·丹瑟在1940年对滴液猪笼草的描述中指出，匙叶猪笼草与滴液猪笼草也很相似。可以依据它们上位笼的不同而将其区分开来，匙叶猪笼草的上位笼呈圆柱形，而滴液猪笼草的上位笼呈典型的漏斗形。不过，凯米利山（Mount Kemiri）上的滴液猪笼草也会长出圆柱形的上位笼。尽管如此，仍可因匙叶猪笼草会长出漏斗形的下位笼的将其分开。
由约翰·缪尔黑德·麦克法兰标记为容洪猪笼草（N. junghuhnii）的编号为“Junghuhn 274”和“Junghuhn 275”的标本，其捕虫笼也与匙叶猪笼草很近似（以及邦苏猪笼草和欣佳浪山猪笼草）。容洪猪笼草与之最大的区别在于其叶片的基部具叶柄，因此很容易区分。
匙叶猪笼草上位笼的下部为卵形，上部为圆柱形，这个特征与与之相似的邦苏猪笼草和卵形猪笼草（N. ovata）等物种不同。
2001年，查尔斯·克拉克对来自苏门答腊岛和西马来西亚的猪笼草进行了分支系统学分析，共利用了70个形态特征。以下为猪笼草进化树的“第3分支”，包含了匙叶猪笼草及其他三个相关的物种。
|  | 上位猪笼草 |
|  |            |

|  | \| \| 欣佳浪山猪笼草 \| \| \| \| \| \| 匙叶猪笼草 \| \| \| \| |
|  |                                                               |
|  | 欣佳浪山猪笼草                                                |
|  |                                                               |
|  | 匙叶猪笼草                                                    |
|  |                                                               |

|  | 欣佳浪山猪笼草 |
|  |                |
|  | 匙叶猪笼草     |
|  |                |

|  | 上位猪笼草 |
|  |            |

|  | \| \| 欣佳浪山猪笼草 \| \| \| \| \| \| 匙叶猪笼草 \| \| \| \| |
|  |                                                               |
|  | 欣佳浪山猪笼草                                                |
|  |                                                               |
|  | 匙叶猪笼草                                                    |
|  |                                                               |

|  | 欣佳浪山猪笼草 |
|  |                |
|  | 匙叶猪笼草     |
|  |                |

|  | 上位猪笼草 |
|  |            |

|  | \| \| 欣佳浪山猪笼草 \| \| \| \| \| \| 匙叶猪笼草 \| \| \| \| |
|  |                                                               |
|  | 欣佳浪山猪笼草                                                |
|  |                                                               |
|  | 匙叶猪笼草                                                    |
|  |                                                               |

|  | 欣佳浪山猪笼草 |
|  |                |
|  | 匙叶猪笼草     |
|  |                |

|  | 上位猪笼草 |
|  |            |

|  | \| \| 欣佳浪山猪笼草 \| \| \| \| \| \| 匙叶猪笼草 \| \| \| \| |
|  |                                                               |
|  | 欣佳浪山猪笼草                                                |
|  |                                                               |
|  | 匙叶猪笼草                                                    |
|  |                                                               |

|  | 欣佳浪山猪笼草 |
|  |                |
|  | 匙叶猪笼草     |
|  |                |

|  | 上位猪笼草 |
|  |            |

|  | \| \| 欣佳浪山猪笼草 \| \| \| \| \| \| 匙叶猪笼草 \| \| \| \| |
|  |                                                               |
|  | 欣佳浪山猪笼草                                                |
|  |                                                               |
|  | 匙叶猪笼草                                                    |
|  |                                                               |

|  | 欣佳浪山猪笼草 |
|  |                |
|  | 匙叶猪笼草     |
|  |                |

|  | 上位猪笼草 |
|  |            |

|  | \| \| 欣佳浪山猪笼草 \| \| \| \| \| \| 匙叶猪笼草 \| \| \| \| |
|  |                                                               |
|  | 欣佳浪山猪笼草                                                |
|  |                                                               |
|  | 匙叶猪笼草                                                    |
|  |                                                               |

|  | 欣佳浪山猪笼草 |
|  |                |
|  | 匙叶猪笼草     |
|  |                |

|  | 上位猪笼草 |
|  |            |

|  | \| \| 欣佳浪山猪笼草 \| \| \| \| \| \| 匙叶猪笼草 \| \| \| \| |
|  |                                                               |
|  | 欣佳浪山猪笼草                                                |
|  |                                                               |
|  | 匙叶猪笼草                                                    |
|  |                                                               |

|  | 欣佳浪山猪笼草 |
|  |                |
|  | 匙叶猪笼草     |
|  |                |

|  | 上位猪笼草 |
|  |            |

|  | \| \| 欣佳浪山猪笼草 \| \| \| \| \| \| 匙叶猪笼草 \| \| \| \| |
|  |                                                               |
|  | 欣佳浪山猪笼草                                                |
|  |                                                               |
|  | 匙叶猪笼草                                                    |
|  |                                                               |

|  | 欣佳浪山猪笼草 |
|  |                |
|  | 匙叶猪笼草     |
|  |                |

## 自然杂交种

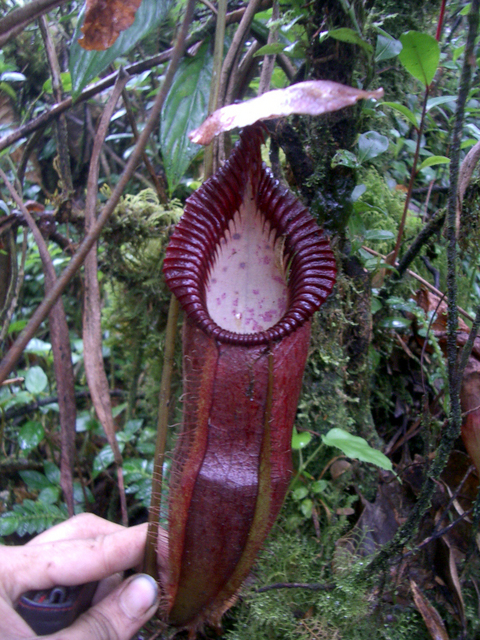
发现于占碑省伯里拉山（Mount Belirang）的匙叶猪笼草假定自然杂交种，其可能是与欣佳浪山猪笼草的自然杂交种。

因为仅有少数其他的猪笼草物种与匙叶猪笼草同域分布，所以关于匙叶猪笼草的自然杂交种较为少见。已记录了7个假定的自然杂交种，其中至少3个存在于葛林芝湖周围的高海拔泥炭沼泽中。

### 奇异猪笼草与匙叶猪笼草的自然杂交种
奇异猪笼草与匙叶猪笼草的自然杂交种（N. mirabilis × N. spathulata）是存在于葛林芝湖泥炭沼泽中的3个自然杂交种之一。因未发现其亲本还在其他任何的区域同域分布，所以该自然杂交种不太可能存在于其他地方。奇异猪笼草与匙叶猪笼草的自然杂交种的捕虫笼为红棕色且具黑色斑点，唇为淡黄红色。与奇异猪笼草的区别在于，其唇更宽达，且具明显的唇齿和唇肋。与匙叶猪笼草的区别在于，其叶片为纸质，略呈匙形，边缘常具长须。

### 两眼猪笼草与匙叶猪笼草的自然杂交种
两眼猪笼草与匙叶猪笼草的自然杂交种（N. reinwardtiana × N. spathulata）也是存在于葛林芝湖泥炭沼泽中的3个自然杂交种之一。与奇异猪笼草与匙叶猪笼草的自然杂交种一样，该自然杂交种并不存在于其他地方。其下位笼的下半部为漏斗形，下部至笼肩之间为卵形，上部为圆柱形。腹面的笼翼较宽，可能具翼须。上位笼更细长，无笼翼。唇平滑，仅略微展开。笼盖大，几乎呈圆形。叶片为线形至披针形，略下延。

### 其他自然杂交种
第三个匙叶猪笼草的自然杂交种存在于葛林芝湖泥炭沼泽中，其是与多巴猪笼草的自然杂交种，苹果猪笼草与匙叶猪笼草的自然杂交种也分布于此。此外，无刺猪笼草与匙叶猪笼草的自然杂交种（N. inermis × N. spathulata）存在于占碑。裸瓶猪笼草与匙叶猪笼草的自然杂交种（N. gymnamphora × N. spathulata）也已被发现。第六个关于匙叶猪笼草的自然杂交种发现于占碑的伯里拉山（Mount Belirang）。因在该地区明显缺乏其可能的杂交亲本，所以其另一个杂交亲本还未明确。

## 扩展阅读
- ARKive中匙叶猪笼草的信息
- 食虫植物照片搜寻引擎中匙叶猪笼草的照片（页面存档备份，存于）

 维基共享资源上的相關多媒體資源：匙叶猪笼草
 維基物種上的相關：匙叶猪笼草